# Aprionus separatus
Aprionus separatus is een muggensoort uit de familie van de galmuggen (Cecidomyiidae). De wetenschappelijke naam van de soort is voor het eerst geldig gepubliceerd in 1997 door Mamaev & Jaschhof.